# 水通道蛋白

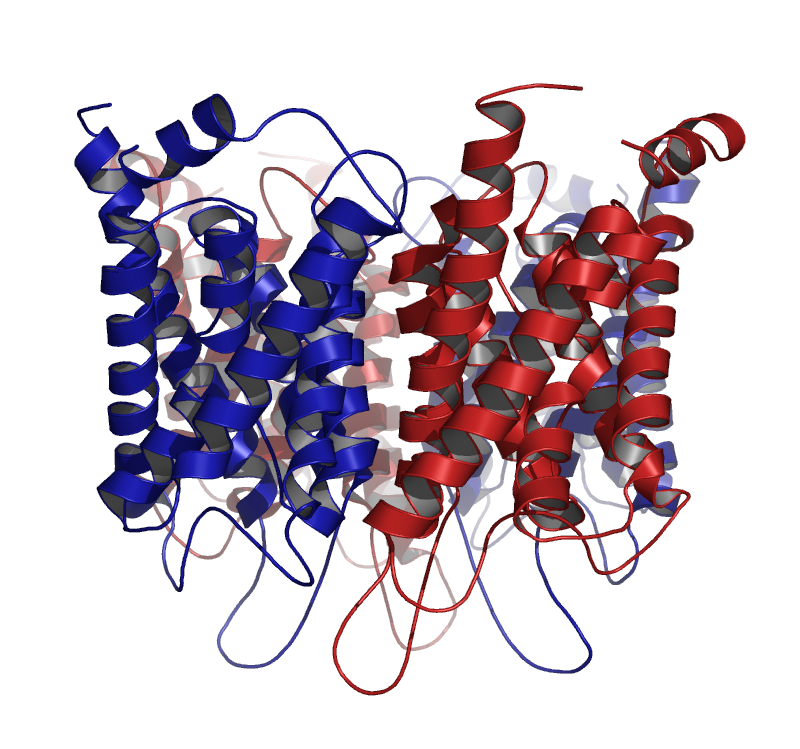
水通道蛋白1晶體結構。

水通道蛋白（Aquaporin），又名水孔蛋白，是一種位於細胞膜上的蛋白質（內在膜蛋白），在細胞膜上組成「孔道」，可控制水在細胞的進出，就像是「細胞的泵」一樣。

## 发现
考虑到水分子的体积与生物体内浓度，在水通道蛋白发现以前，普遍认为只是自由扩散也足够满足水的跨膜转运。
1992年，約翰霍普金斯大學醫學院的美國科學家彼得·阿格雷發現，在一部分细胞中水的扩散尤其地快，并且这种扩散速度可以被汞离子可逆地阻断。这提示可能有一种未知的蛋白质在掌控着水的扩散。最终，他发现并命名了这种蛋白，并與通过X射线晶体学技术确认鉀離子通道结构的洛克斐勒大學霍華休斯醫研究中心的羅德里克·麥金農共同榮獲了2003年諾貝爾化學獎。

## 分布与功能
水通道蛋白（AQPs）不仅在人类等哺乳类动物的组织器官中有着多样而复杂的分布形式，在两栖类 、昆虫、植物 、细菌中也广有分布。它们都有能快速转运水分子通过质膜的特性，有的还能转运甘油及某些小分子单糖。 据此，可将 AQPs 分子分为两类：只选择性通过水分子的传统型水分子通道蛋白（orthodox aquaporins）和允许水、甘油及其他小分子溶质通过的水甘油通道蛋白（aquaglyceroporins）。
水分子經過水通道蛋白時會形成單一縱列，以進入狹窄的漏斗型通道內。而內部的偶極作用會幫助水分子旋轉，以適當角度穿越狹窄的通道。这就是水通道蛋白的蛋白構形為僅能使水分子通過之原因。在人體中，腎是排除人體內多余水份的重要器官。体液通過絲球體後，約有70%的水會通過第一水通道蛋白而重吸收回血液中，另外10% 會通過第二水通道蛋白被吸收，第二水通道蛋白受到抗利尿激素的調控。

## 哺乳類動物中的水通道蛋白
目前已知哺乳類動物體內的水通道蛋白有十三種，其中六種位於腎臟，但科學家對於其他水通道蛋白的存在仍有疑慮。最受關注的幾項水通道蛋白比較如下：

### 對照
| 種類        | 位置                                                                                      | 功能                       |
| ----------- | ----------------------------------------------------------------------------------------- | -------------------------- |
| 水通道蛋白1 | - 腎臟（apically） - 近端小管曲部（PCT） - 近端小管直部（PST） - 亨利氏環下降細端（tDLH） | 水分再吸收                 |
| 水通道蛋白2 | - 腎臟（apically） - ICT - CCT - OMCD - IMCD                                              | 针对抗利尿激素的水分再吸收 |
| 水通道蛋白3 | - 腎臟（basolaterally） - medullary collecting duct                                       | 水分再吸收及丙三醇的渗透   |
| 水通道蛋白4 | - 腎臟（basolaterally） - medullary collecting duct                                       | 水分再吸收                 |